# Transition (équitation)
Pour les articles homonymes, voir Transition (homonymie).
En équitation, la transition est le passage d'une allure à une autre, ou la transition dans une même allure pour la développer ou la raccourcir. D'une allure à une autre, la transition est selon le cas qualifiée de montante ou descendante
Elles constituent une des composantes des notations de toute compétition de dressage, soit pour elles-mêmes, soit comme un mouvement d'une figure.

## Utilité des transitions
Les transitions d'allures sont un élément gymnastique qui augmente la puissance et l'énergie, mais est aussi un élément psychologique qui tient le cheval toujours prêt à passer d'une cadence à une autre sans se laisser endormir dans sa routine. Elles sont utilisées dans tous les exercices pour améliorer l'équilibre, le rassembler, la légèreté et le rythme. Elles permettent au cheval d'augmenter son élasticité et sa souplesse.
Les transitions sont utilisées constamment lors du travail du cheval pour éviter que sa cadence ne devienne routinière et mécanique. En effectuant des transitions régulièrement, le cavalier permet au cheval de rester attentif aux aides et de ne jamais s'abandonner dans les allures.
Elles permettent de contrôler la locomotion dès lors qu'elles sont exécutées avec franchise, dans le calme et la soumission, le cheval conservant son attitude, sa perméabilité aux aides, l'élasticité et l'énergie des postérieurs.
Le général Decarpentry recommande d'exécuter les variations au trot et dans l'allure en extérieur dans le but de constituer une véritable gamme de trots.

## Mode d'exécution des transitions
Pour des raisons d'équilibre, la qualité de l'allure obtenue à la suite d'une transition dépend de la qualité des dernières battues de l'allure que le cheval quitte. Si cette qualité n'est pas obtenue au départ, il est très difficile de l'obtenir ensuite dans une plus grande action. Ainsi, un galop que le cheval prend après un trot déséquilibré ou précipité , ne peut être rassemblé.
Dans les transitions, la cavalier doit veiller à la fixité du bout de devant. Si celle-ci fait défaut, il n'y a pas assez d'impulsion. 
Le cheval ne doit pas lever la nuque. Si la tête est en l'air, le dos se creuse et le cheval précipite.
Avant, pendant et après la transition, le cheval doit se porter en équilibre de lui-même.
Les transitions du trot au pas, ou du galop au trot, s'obtiennent par de légers demi-arrêts au trot suivis de trois ou quatre pas, puis retour au trot léger, sur un cercle.
Dans les transitions entre les différents trots, la cadence doit être maintenue, les transitions étant demandées par le buste et non par les mains. Le contact doit rester moelleux; les jambes restent fermées afin que le cheval demeure rond sur la remise de main.

## Les transitions passage/piaffer et piaffer/passage
Les transitions passage/piaffer et piaffer/passage sont considérées comme un des exercices de haute-école les plus exigeants. Elles demandent un rassembler, une soumission et une obéissance parfaits de la part du cheval, et  ne peuvent être correctement réalisées que par des chevaux en ayant la capacité naturelle. La difficulté de ces transitions réside notamment dans la différence d'équilibre, qui est très importante entre ces deux airs, et du risque de perte d'impulsion dans la transition. La transition passage/piaffer requiert une flexion prononcée des hanches après un passage dans lequel le cheval s'est horizontalisé.
Ces transitions ne peuvent être effectuées que lorsque le cheval maitrise déjà parfaitement le passage et le piaffer exécutés séparément, droits et sur le cercle.
Pour passer du passage au piaffer, le cavalier réduit les foulées tout en maintenant l'activité et sans changer la cadence, jusqu'à ce que le cheval piaffe. L'impulsion est conservée dans le piaffer. La transition vers le passage s'obtient en avançant progressivement tout en maintenant l'attitude, l'amplitude et l'élasticité des foulées, jusqu'à revenir au passage initial. 
Pour être harmonieuses, ces transitions doivent être effectuées avec un cheval le moins contraint possible. La main du cavalier doit en permanence décontracter la mâchoire et la nuque. C'est la ceinture du cavalier qui permet d'obtenir ces transitions et non ses mains (Nuno Oliveira).

## Les transitions dans les compétitions de dressage
Les changements d'allures et les variations dans les allures font l'objet d'une attention particulière lors de l'exécution des reprises de dressage. Elles doivent être effectués exactement au marqueur indiqué (lettre ou entre deux lettres).
Dans les transitions vers l'arrêt, la cadence (sauf au pas) doit être maintenue jusqu'au moment où l'allure est modifiée ou jusqu'au moment où le cheval s’arrête. Les transitions dans les allures doivent être clairement marquées tout en maintenant le même rythme et la même cadence. Le cheval doit rester léger sur la main, calme et maintenir une position correcte. Il en va de même pour les transitions d'un mouvement à un autre, par exemple du passage au piaffe ou inversement.
Les transitions peuvent faire l'objet d'une note spécifique (cas notamment des transitions comportant des mouvements de piaffer et de passage), elles constituent alors à elles seules une figure, ou bien être un élément d'une figure avec d'autres mouvements.
Pour les transitions passage/piaffer et piaffer/passage, les juges apprécient particulièrement le maintien du rythme, le rassembler, le fait que le cheval se porte de lui-même, l'équilibre, la fluidité, la rectitude ainsi que la précision de l'exécution.